# SS Taiaroa
El SS Taiaroa fue un barco de carga británico que entró en servicio de la escocesa Albion Shipping Company en 1875. Se trataba de una goleta de 228 toneladas, construida en el astillero A. & J. Inglis.

## Viaje inicial
Zarpó de Glasgow el 18 de septiembre de 1875 el capitán Gilping  murió dos días después de salir de Ciudad del Cabo el 3 de  noviembre . El oficial en jefe Joanness Spiegelthar tomó el mando. 
Al llegar a la costa de Otago el 10 de diciembre, quedó varada en Old Man Rocks, Ese mismo día fue remolcado y llegó a Port Chalmers al día siguiente.

## Union Steam Ship Co.
. En 1876, Union Steam Ship Company lo compró . lo utilizó principalmente para la navegación costera, pero realizó un viaje a Fiji .

## Encallamiento

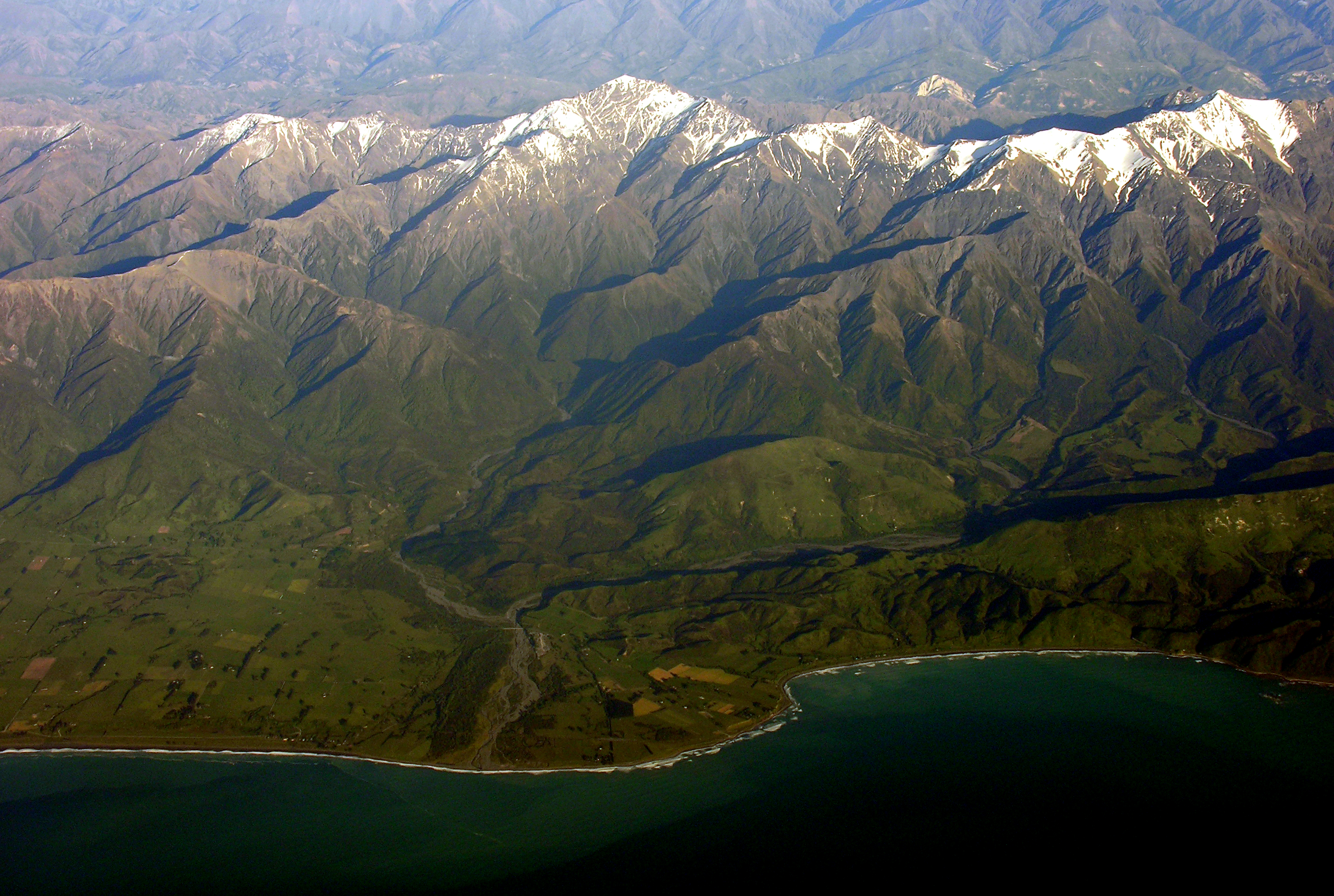
Desembocadura del río Clarence

el 11 de abril de 1886, com bordo 21 pasajeros y 29 tripulantes. El Taiaroa zarpo de Wellington a las 11:35 am de ese día y se dirigía a Port Chalmers.
Desde Wellington hasta Cape Campbell el viento era fuerte del noroeste. A las 3 de la tarde, el viento viró repentinamente a un sureste muy fuerte con lluvia intensa y niebla. El contorno de las colinas junto a la costa apenas era visible en la oscuridad. Aproximadamente a las 7:30 p. m., encalló a 50 yardas de la costa,  cerca de la desembocadura del río Clarence. Viajaba a unos 8-10 nudos en ese momento. El clima eramalo con lluvias torrenciales y mares agitados.
El jefe de máquinas avisó al Capitán que el Taiaroa estaba haciendo agua. Se entregaron chalecos salvavidas a todos los pasajeros y tripulantes. Se hizo un intento fallido de llevar una línea a tierra para guiar  botes a tierra El Capitán ordenó  lanzar  los cuatro botes salvavidas, . Los barcos estaban unidos por líneas a popa, pero tres pronto volcaron en el mar embravecido. Se lanzó un cohete y se encendió una luz azul para mostrar la posición de la playa. La mayoría de los arrojados desde los botes elevadores que zozobraron se ahogaron 

## Pedido de auxilio
Dos pasajeros, el sargento Grant y Gilbert Hutton, llegaron a la orilla. Fueron a la estación Kekerangu de TW Trolove y dieron la alarma .
El barco Penguin fue enviado desde Wellington y el barco  Wanaka desde Lyttelton. 
El bote del Capitán Thompson  llegó a tierra  y los que estaban a bordo fueron llevados a Blenheim, llegando a las 7:30 am del día 12.

## Carga
El Taiaroa transportaba 50 sacos de cebada, 50 cajas de jabón, carga  varia y ocho bolsas de correo, seis para  Wellington y dos destinadas a Nelson. Se recuperaron siete de las sacas de correo 
se subasto la carga recuperada

## Salvataje
el 13 de abril, el Penguin de Wellington llegó al naufragio y encontro al Wakatu y Wanaka de Lyttelton enel lugar. Los papeles del barco y algunas de las pertenencias de los pasajeros fueron recuperados del Taiaroa por el Pingüino . Por la marea baja, por la tarde, el Taiaroa estaba a 10 yardas de la orilla. ., la mayor parte del equipaje de los pasajeros fue retirado del barco.
debido al daño que había sufrido fue abandonado a los aseguradores . Se partió en dos el 22 de abril. Se hizo un intento de salvar los motores en mayo de 1886.

## Fallecidos
Los fallecidos fueron:

### Pasajeros
- Sra. GG FitzGerald - esposa del editor del Timaru Herald y propietaria del gato encontrado a bordo
- Juego de la Sra. Jessie (o Fraser)
- William Ward, instructor de torpedos
- Robert H. Vallance - fabricante de botas y conocido corredor
- Erskine Galbraith
- George Hawker (o Hawkins)
- George Smith - narrador, había estado asistiendo a la reciente reunión de carreras
- James Ferguson (o Murray) - últimamente en una estación en Taranaki, que iba a Timaru a visitar a su hermano
- Sr. Murray,  en camino de Nelson a Lyttelton para encontrarse con su hermano, WS Murray, no hace mucho tiempo de Home
- John Harboard - magsman, había estado asistiendo a la reciente carrera y el propietario del mono encontrado a bordo
- E. bray
- Sr. Wigley - de Wellington
- Alexander Martin, de Wellington, se dirigía a su casa en Nairn, Escocia.
- Sra. Gibbs - una pasajera del salón
- Sr. Edwards -

### Oficiales
- Robert Boyle Monkman, director general (identificado por los papeles encontrados en su cuerpo)
- James Powell,mayordomol
- T Stratford, segundo ingeniero
- R Spooner - sobrecargo
- F (D o WH) Colina - recortador de lámparas
- R Unwin -   bombero

### Marineros de primera
- J. Jones
- E. (R) McMillan -
- Peter Hansen (o Hanes) -
- John (William) McPhee - bombero
- George McDonagh - 23 años
- Rober Irvine - bombero de 45 años
- J. Hunter -
- R. Williams -
- R. Williamson marinero
- Robert Morrison - bombero

- T. Delany
- R bathgate
- Sra. MA Brown - azafata
- G. Gallichin - jefe de cocina
- William Harris Kellan - segundo cocinero.

## Sobrevivientes
- Sargento Grant, Cuerpo de torpedos AC
- William Henry McQuartier - Cuerpo de torpedos permanente
- Roberto Henderson
- John Harper - de Christchurch era un conductor de autocar en Ferry Road
- Gilbert Hutton - Cuerpo de torpedos de Wellington
- Tomas Oliver

- George Thomson - capitán
- Samuel Dalrymple - ingeniero jefe
- Joseph Fielder - primer oficial[5]
- Duncan Campbell - segundo oficial [Duncan Cameron]
- William Tain (o Caín) - maquinista
- James West (o Webb) - carpintero
- Juan Mackay, merinero
- William Quinn  - grumete
- William Kane - bombero, casado

La mayoría de los que murieron fueron enterrados en el cementerio de Kekerangu. 

## Juicio por perdida
El tribunal determino que hasta el cambio de viento a las 3:30 p. m. se había mantenido la seguridad de navegación  La práctica adecuada habría sido cambiar el rumbo ya que el barco tenía una carga liviana. como el barco estaba en una costa de sotavento con el viento y el mar aumentando, se deberían haber realizado sondeos que habrían informado al Capitán Thomson que el barco estaba demasiado cerca de la costa. Thomson fue considerado negligente por no mirar la brújula e ignorante de su responsabilidad. Debido a esto, su título fue cancelado con la condición de que, debido a su manejo de la varada, se le volviera a emitir después de haber servido regularmente en el mar como segundo. .